# 国家最高科学技術賞
国家最高科学技術賞（中: 国家最高科学技术奖）は中華人民共和国主席によって中国の科学者に贈られる科学技術賞。2000年に設立された。賞金は500万元で、その内の1割が受賞者に授与され、残りの9割は受賞者の科学研究プロジェクトの資金となる。
この賞は中国のノーベル賞（China's Nobel Prize）と英語圏で呼ばれることもある。

## 受賞者
2000年度
- 袁隆平 - 農学者
- 呉文俊 - 数学者

2001年度
- 王選 - 計算機科学者
- 黄昆 - 物理学者

2002年度
- 金怡濂 - 計算機科学者[2]

2003年度
- 劉東生 - 地質学者
- 王永志 - 宇宙工学者

2004年度
受賞者なし
2005年度
- 葉篤正 - 気象学者
- 呉孟超 - 肝胆道外科学者、外科医

2006年度
- 李振声 - 小麦育種專家

2007年度
- 閔恩沢 - 石油化学エンジニア
- 呉征鎰 - 生物学者

2008年度
- 王忠誠 - 神経学者
- 徐光憲 - 化学者

2009年度
- 谷超豪 - 数学者
- 孫家棟 - 衛星エンジニア

2010年度
- 師昌緒
- 王振義

2011年度
- 謝家麟
- 呉良鏞

2012年度
- 鄭哲敏
- 王小謨

2013年度
- 張存浩
- 程開甲

2014年度
- 于敏

2015年度
受賞者なし
2016年度
- 趙忠賢
- 屠呦呦

2017年度
- 王澤山
- 侯雲徳

2018年度
- 劉永坦
- 銭七虎

2019年度
- 黄旭華
- 曽慶存

2020年度
- 王大中
- 顧誦芬

2023年度
- 李徳仁
- 薛其坤